# Bayer 04 Leverkusen Fußball 2008-2009
Questa pagina raccoglie i dati riguardanti il Bayer 04 Leverkusen Fußball nelle competizioni ufficiali della stagione 2008-2009.

## Stagione
Nella stagione 2008/2009 il Bayer Leverkusen ha giocato la Bundesliga, prima divisione del calcio tedesco.
Ha concluso il campionato al 9º posto senza riuscire a qualificarsi per le competizioni europee per la seconda stagione consecutiva.
Neppure la finale di Coppa di Germania poi persa 1-0 contro il Werder Brema gli ha permesso di qualificarsi per un posto in Europa League in quanto neanche questi avevano ottenuto un posto utile alla qualificazione europea in Bundesliga.

### Posizione Campionato
|  |    | Classifica Finale 2008-2009 | Pti | G  | V  | N | P  | GF | GS | DR  |
|  | -- | --------------------------- | --- | -- | -- | - | -- | -- | -- | --- |
|  | 9. | Bayer Leverkusen            | 49  | 34 | 14 | 7 | 13 | 59 | 46 | +13 |

## Maglie e sponsor
Lo sponsor che compare sulle maglie della società è TelDaFax Energy.
Lo sponsor tecnico è il marchio Tedesco Adidas.
| Casa Maglia | Casa Alternativa | Casa Alternativa 2 | Trasferta Maglia | Third Maglia |

## Rosa
| N. |                     | Ruolo | Calciatore              |
| -- | ------------------- | ----- | ----------------------- |
| 1  | Germania (bandiera) | P     | René Adler              |
| 2  | Turchia (bandiera)  | D     | Karim Haggui            |
| 3  | Brasile (bandiera)  | D     | Henrique Adriano Buss   |
| 5  | Germania (bandiera) | D     | Manuel Friedrich        |
| 6  | Germania (bandiera) | C     | Simon Rolfes (Capitano) |
| 7  | Svizzera (bandiera) | C     | Tranquillo Barnetta     |
| 8  | Brasile (bandiera)  | C     | Renato Augusto          |
| 9  | Germania (bandiera) | A     | Patrick Helmes          |
| 10 | Grecia (bandiera)   | C     | Theofanīs Gkekas *      |
| 11 | Germania (bandiera) | A     | Stefan Kießling         |
| 14 | Germania (bandiera) | C     | Sacha Dum               |
| 15 | Ghana (bandiera)    | D     | Hans Sarpei             |

| N. |                           | Ruolo | Calciatore           |
| -- | ------------------------- | ----- | -------------------- |
| 16 | Svizzera (bandiera)       | D     | Pirmin Schwegler     |
| 18 | Costa d'Avorio (bandiera) | D     | Constant Djakpa      |
| 20 | Germania (bandiera)       | D     | Lukas Sinkiewicz     |
| 21 | Ungheria (bandiera)       | P     | Gàbor Király         |
| 23 | Cile (bandiera)           | D     | Arturo Vidal         |
| 24 | Rep. Ceca (bandiera)      | D     | Michal Kadlec °      |
| 25 | Germania (bandiera)       | C     | Bernd Schneider      |
| 27 | Germania (bandiera)       | D     | Gonzalo Castro       |
| 29 | Grecia (bandiera)         | A     | Aggelos Charisteas ° |
| 39 | Germania (bandiera)       | C     | Toni Kroos °         |
| 45 | Germania (bandiera)       | D     | Jens Hegeler *       |
| 51 | Germania (bandiera)       | A     | Richard Sukuta-Pasu  |

*  ceduti durante la stagione
° arrivati a gennaio

## Organigramma societario
Area tecnica
- Allenatore: Bruno Labbadia
- Allenatore in seconda: Eddy Sözer
- Preparatore dei portieri: Rüdiger Vollborn
- Preparatori atletici:

## Risultati

### Bundesliga

#### Girone di andata
| Arbitro: | Gagelmann |

|                         |           |                                  |
| Helmes 21’ Kießling 83’ | Marcatori | 4’ Valdez 36’ Kringe 49’ Subotić |

| Arbitro: | Drees |

|  |           |                       |
|  | Marcatori | 36’ Helmes 79’ Gkekas |

| Arbitro: | Brych |

|                                                        |           |                                   |
| Haggui 8’ Friedrich 16’ Kießling 36’, 87’ Barnetta 83’ | Marcatori | 20’ Ibišević 58’ (rig.) Salihović |

| Arbitro: | Fleischer |

|                                  |           |                        |
| Guerrero 36’ Olić 51’ Petrić 72’ | Marcatori | 4’ Barnetta 24’ Helmes |

| Arbitro: | Gräfe |

|                                |           |  |
| Rolfes 5’ Helmes 19’, 59’, 66’ | Marcatori |  |

| Arbitro: | Drees |

|                        |           |                                 |
| Šesták 79’ Kaloğlu 80’ | Marcatori | 6’ Vidal 21’ Augusto 60’ Helmes |

| Arbitro: | Kircher |

|  |           |             |
|  | Marcatori | 89’ Voronin |

| Arbitro: | Gagelmann |

|  |           |                            |
|  | Marcatori | 6’ (rig.) Helmes 61’ Vidal |

| Arbitro: | Weiner |

|                                 |           |  |
| Friedrich 67’ Gkekas 84’ (rig.) | Marcatori |  |

| Arbitro: | Sippel |

|  |           |                         |
|  | Marcatori | 71’ Vidal 80’ Friedrich |

| Arbitro: | Stark |

|                           |           |  |
| Barnetta 57’ Kießling 65’ | Marcatori |  |

| Arbitro: | Perl |

|                                      |           |                                   |
| Silva 37’ Sebastian 60’ Iashvili 76’ | Marcatori | 1’ Helmes 17’ Kießling 24’ Kadlec |

| Arbitro: | Gräfe |

|                         |           |             |
| Kießling 30’ Helmes 41’ | Marcatori | 85’ Kurányi |

| Arbitro: | Seemann |

|                           |           |            |
| Wichniarek 53’ Halfar 69’ | Marcatori | 78’ Helmes |

| Arbitro: | Fandel |

|  |           |                    |
|  | Marcatori | 59’ Toni 82’ Klose |

| Arbitro: | Stark |

|               |           |                              |
| Jantschke 61’ | Marcatori | 25’, 37’ Kießling 54’ Helmes |

| Arbitro: | Wagner |

|            |           |          |
| Rolfes 77’ | Marcatori | 90’ Shao |

#### Girone di ritorno
| Arbitro: | Meyer |

|          |           |            |
| Frei 36’ | Marcatori | 63’ Helmes |

| Arbitro: | Perl |

|                             |           |                                                      |
| Kießling 67’ Charisteas 90’ | Marcatori | 3’, 75’ Gómez 51’ Hitzlsperger 90’ (aut.) Sinkiewicz |

| Arbitro: | Fleischer |

|                      |           |                                      |
| Salihović 31’ (rig.) | Marcatori | 3’, 45’ Helmes 12’ Rolfes 48’ Castro |

| Arbitro: | Meyer |

|            |           |                 |
| Helmes 29’ | Marcatori | 18’, 67’ Jansen |

| Arbitro: | Kinhöfer |

|              |           |  |
| Bruggink 33’ | Marcatori |  |

| Arbitro: | Stark |

|                   |           |               |
| Helmes 66’ (rig.) | Marcatori | 32’ Dabrowski |

| Arbitro: | Rafati |

|             |           |  |
| Voronin 50’ | Marcatori |  |

| Arbitro: | Schmidt |

|            |           |           |
| Kadlec 40’ | Marcatori | 16’ Meier |

| Arbitro: | Sippel |

|  |           |                                |
|  | Marcatori | 66’ Kießling 76’ (rig.) Helmes |

| Arbitro: | Fleischer |

|              |           |             |
| Barnetta 12’ | Marcatori | 33’ Pizarro |

| Arbitro: | Drees |

|                         |           |           |
| Grafite 23’ (rig.), 85’ | Marcatori | 53’ Kroos |

| Arbitro: | Aytekin |

|  |           |              |
|  | Marcatori | 72’ Langkamp |

| Arbitro: | Meyer |

|             |           |                       |
| Kurányi 87’ | Marcatori | 9’ Helmes 27’ Augusto |

| Arbitro: | Schmidt |

|                         |           |                                 |
| Kießling 21’ Helmes 79’ | Marcatori | 22’ (aut.) Friedrich 39’ Tesche |

| Arbitro: | Kinhöfer |

|                                  |           |  |
| Toni 47’ Ribéry 59’ Podolski 71’ | Marcatori |  |

| Arbitro: | Perl |

|                                                                |           |  |
| Kießling 31’ Helmes 44’ Castro 68’ Kadlec 79’ Dante 86’ (aut.) | Marcatori |  |

| Arbitro: | Stark |

|                         |           |  |
| Jula 50’, 69’ Rivić 64’ | Marcatori |  |

### Coppa di Germania
| Arbitro: | Kinhöfer |

|                            |           |                                     |
| Lüttmann 90’ Terranova 97’ | Marcatori | 68’ Augusto 104’ Gkekas 110’ Helmes |

| Arbitro: | Wagner |

|  |           |                        |
|  | Marcatori | 36’ Kießling 78’ Vidal |

| Arbitro: | Stark |

|                                   |           |           |
| Helmes 12’ Kadlec 29’ Augusto 43’ | Marcatori | 90’ Skela |

| Arbitro: | Meyer |

|                                                |           |                     |
| Barnetta 54’ Vidal 61’ Helmes 70’ Kießling 90’ | Marcatori | 72’ Lúcio 74’ Klose |

| Arbitro: | Weiner |

|                                                  |           |           |
| Charisteas 82’ Vidal 93’ Rolfes 104’ Kadlec 117’ | Marcatori | 88’ Bancé |

| Arbitro: | Fleischer |

|  |           |          |
|  | Marcatori | 58’ Özil |

## Statistiche

### Statistiche di squadra
| Competizione      | Punti | In casa | In casa | In casa | In casa | In casa | In casa | In trasferta | In trasferta | In trasferta | In trasferta | In trasferta | In trasferta | Totale | Totale | Totale | Totale | Totale | Totale | DR  |
| Competizione      | Punti | G       | V       | N       | P       | Gf      | Gs      | G            | V            | N            | P            | Gf           | Gs           | G      | V      | N      | P      | Gf     | Gs     | DR  |
| ----------------- | ----- | ------- | ------- | ------- | ------- | ------- | ------- | ------------ | ------------ | ------------ | ------------ | ------------ | ------------ | ------ | ------ | ------ | ------ | ------ | ------ | --- |
| Bundesliga        | 49    | 17      | 6       | 5       | 6       | 31      | 22      | 17           | 8            | 2            | 7            | 28           | 24           | 34     | 14     | 7      | 13     | 59     | 46     | +13 |
| Coppa di Germania | -     | 4       | 3       | 0       | 1       | 11      | 5       | 2            | 2            | 0            | 0            | 5            | 2            | 6      | 5      | 0      | 1      | 16     | 7      | +9  |
| Totale            | -     | 21      | 9       | 5       | 7       | 42      | 27      | 19           | 10           | 2            | 7            | 33           | 26           | 40     | 19     | 7      | 14     | 75     | 53     | +22 |

### Andamento in campionato
| Giornata  | 1  | 2 | 3 | 4 | 5 | 6 | 7 | 8 | 9 | 10 | 11 | 12 | 13 | 14 | 15 | 16 | 17 | 18 | 19 | 20 | 21 | 22 | 23 | 24 | 25 | 26 | 27 | 28 | 29 | 30 | 31 | 32 | 33 | 34 |
| --------- | -- | - | - | - | - | - | - | - | - | -- | -- | -- | -- | -- | -- | -- | -- | -- | -- | -- | -- | -- | -- | -- | -- | -- | -- | -- | -- | -- | -- | -- | -- | -- |
| Luogo     | C  | T | C | T | C | T | C | T | C | T  | C  | T  | C  | T  | C  | T  | C  | T  | C  | T  | C  | T  | C  | T  | C  | T  | C  | T  | C  | T  | C  | T  | C  | T  |
| Risultato | P  | V | V | P | V | V | P | V | V | V  | V  | N  | V  | P  | P  | V  | N  | N  | P  | V  | P  | P  | N  | P  | N  | V  | N  | P  | P  | V  | N  | P  | V  | P  |
| Posizione | 12 | 7 | 4 | 7 | 5 | 2 | 4 | 3 | 2 | 2  | 2  | 1  | 1  | 2  | 4  | 3  | 5  | 5  | 5  | 5  | 5  | 6  | 7  | 7  | 7  | 7  | 9  | 9  | 9  | 8  | 9  | 9  | 9  | 9  |

Legenda:

Luogo: C = Casa; T = Trasferta. Risultato: V = Vittoria; N = Pareggio; P = Sconfitta.

### Statistiche dei giocatori
| Giocatore      | Bundesliga | Bundesliga | Bundesliga  | Bundesliga | Coppa di Germania | Coppa di Germania | Coppa di Germania | Coppa di Germania | Totale   | Totale | Totale      | Totale     |
| Giocatore      | Presenze   | Reti       | Ammonizioni | Espulsioni | Presenze          | Reti              | Ammonizioni       | Espulsioni        | Presenze | Reti   | Ammonizioni | Espulsioni |
| -------------- | ---------- | ---------- | ----------- | ---------- | ----------------- | ----------------- | ----------------- | ----------------- | -------- | ------ | ----------- | ---------- |
| R. Adler       | 31         | 0          | 1           | 0          | 6                 | 0                 | 1                 | 0                 | 37       | 0      | 2           | 0          |
| E. Domaschke   | -          | -          | -           | -          | -                 | -                 | -                 | -                 | -        | -      | -           | -          |
| B. Fernandez   | 3          | 0          | 0           | 0          | -                 | -                 | -                 | -                 | 3        | 0      | 0           | 0          |
| G. Király      | -          | -          | -           | -          | -                 | -                 | -                 | -                 | -        | -      | -           | -          |
| G. Castro      | 27         | 2          | 10          | 1          | 6                 | 0                 | 1                 | 0                 | 33       | 2      | 11          | 1          |
| C. Djakpa      | 9          | 0          | 2           | 0          | 1                 | 0                 | 1                 | 0                 | 10       | 0      | 3           | 0          |
| M. Friedrich   | 30         | 3          | 5           | 1          | 5                 | 0                 | 1                 | 0                 | 35       | 3      | 6           | 1          |
| K. Haggui      | 11         | 1          | 0           | 0          | 2                 | 0                 | 0                 | 0                 | 13       | 1      | 0           | 0          |
| . Henrique     | 27         | 0          | 6           | 0          | 4                 | 0                 | 2                 | 0                 | 31       | 0      | 8           | 0          |
| M. Kadlec      | 30         | 3          | 6           | 0          | 5                 | 2                 | 0                 | 0                 | 35       | 5      | 6           | 0          |
| H. Sarpei      | 3          | 0          | 0           | 0          | -                 | -                 | -                 | -                 | 3        | 0      | 0           | 0          |
| L. Sinkiewicz  | 13         | 0          | 2           | 0          | 3                 | 0                 | 1                 | 0                 | 16       | 0      | 3           | 0          |
| T. Barnetta    | 31         | 4          | 4           | 0          | 6                 | 1                 | 0                 | 0                 | 37       | 5      | 4           | 0          |
| S. Dum         | 20         | 0          | 2           | 1          | 1                 | 0                 | 0                 | 0                 | 21       | 0      | 2           | 1          |
| V. Greško      | -          | -          | -           | -          | -                 | -                 | -                 | -                 | -        | -      | -           | -          |
| T. Kroos       | 10         | 1          | 1           | 0          | 3                 | 0                 | 1                 | 0                 | 13       | 1      | 2           | 0          |
| T. Petsos      | -          | -          | -           | -          | -                 | -                 | -                 | -                 | -        | -      | -           | -          |
| R. Augusto     | 33         | 2          | 1           | 0          | 6                 | 2                 | 0                 | 0                 | 39       | 4      | 1           | 0          |
| S. Rolfes      | 33         | 3          | 2           | 0          | 6                 | 1                 | 1                 | 0                 | 39       | 4      | 3           | 0          |
| B. Schneider   | 1          | 0          | 0           | 0          | -                 | -                 | -                 | -                 | 1        | 0      | 0           | 0          |
| P. Schwegler   | 14         | 0          | 2           | 0          | 3                 | 0                 | 0                 | 0                 | 17       | 0      | 2           | 0          |
| A. Vidal       | 29         | 3          | 10          | 2          | 6                 | 3                 | 2                 | 0                 | 35       | 6      | 12          | 2          |
| T. Zdebel      | 4          | 0          | 0           | 0          | -                 | -                 | -                 | -                 | 4        | 0      | 0           | 0          |
| A. Charisteas  | 13         | 1          | 0           | 0          | 3                 | 1                 | 0                 | 0                 | 16       | 2      | 0           | 0          |
| P. Helmes      | 34         | 21         | 1           | 0          | 6                 | 3                 | 0                 | 0                 | 40       | 24     | 1           | 0          |
| S. Kießling    | 34         | 12         | 2           | 0          | 6                 | 2                 | 0                 | 0                 | 40       | 14     | 2           | 0          |
| R. Sukuta-Pasu | 4          | 0          | 0           | 0          | 1                 | 0                 | 0                 | 0                 | 5        | 0      | 0           | 0          |
| D. Bulykin     | 1          | 0          | 0           | 0          | -                 | -                 | -                 | -                 | 1        | 0      | 0           | 0          |
| T. Gkekas      | 15         | 2          | 0           | 0          | 3                 | 1                 | 0                 | 0                 | 18       | 3      | 0           | 0          |
| J. Hegeler     | 2          | 0          | 0           | 0          | 1                 | 0                 | 0                 | 0                 | 3        | 0      | 0           | 0          |